# Velociped AB Lindblad

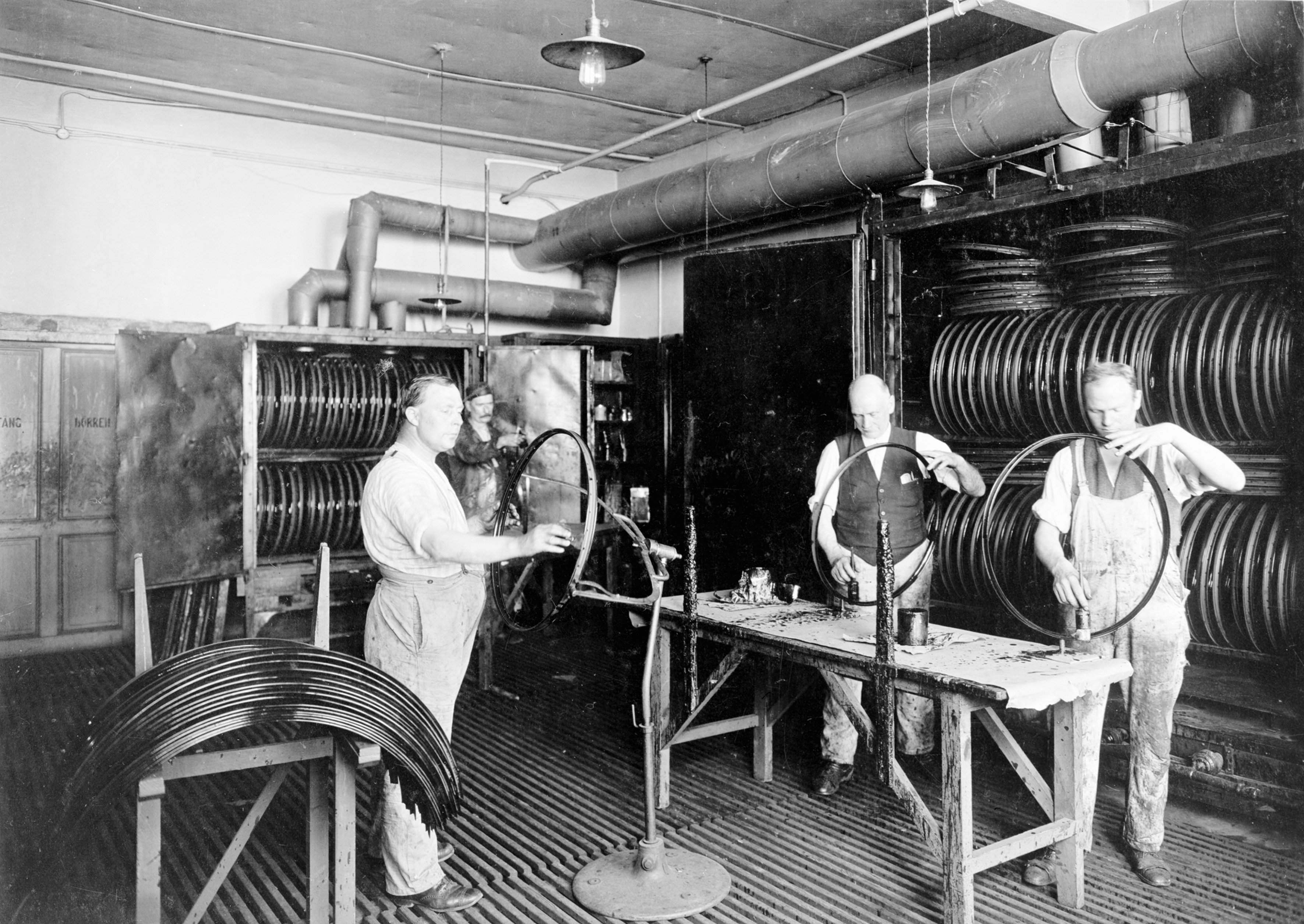
Tillverkning av cykelhjul vid Velociped AB Lindblad

Velociped AB Lindblad var en svensk cykeltillverkare och -försäljare i Stockholm.
Firman grundades 1896 av August Lindblad, som hade ett par järnaffärer i Stockholm och var cykelimportör, samt Eli Pettersson, som var känd "kappryttare" och hade en cykelaffär. Företaget byggde egna cyklar av märkena Blixt och Radix, och sålde också cyklar av märkena Crescent och Drott. Det sålde också cykeltillbehör och motorcyklar av märkena AJS och Harley-Davidson, samt hade agenturen i Sverige för Dunlops pneumatiska ringar och för Torpedonav. 
Firman ombildades till aktiebolag 1919. Den hade sin fabrik på Polhemsgatan 8 på Kungsholmen. 
År 1931 hade Lindblads omkring 400 anställda. Samma år gick företaget upp i Nymanbolagen, varefter tillverkningen i Stockholm lades ned. Velociped AB Lindblad bibehölls dock som namn på ett försäljningsbolag ínom Nymanbolagen till 1947.

## Bildgalleri

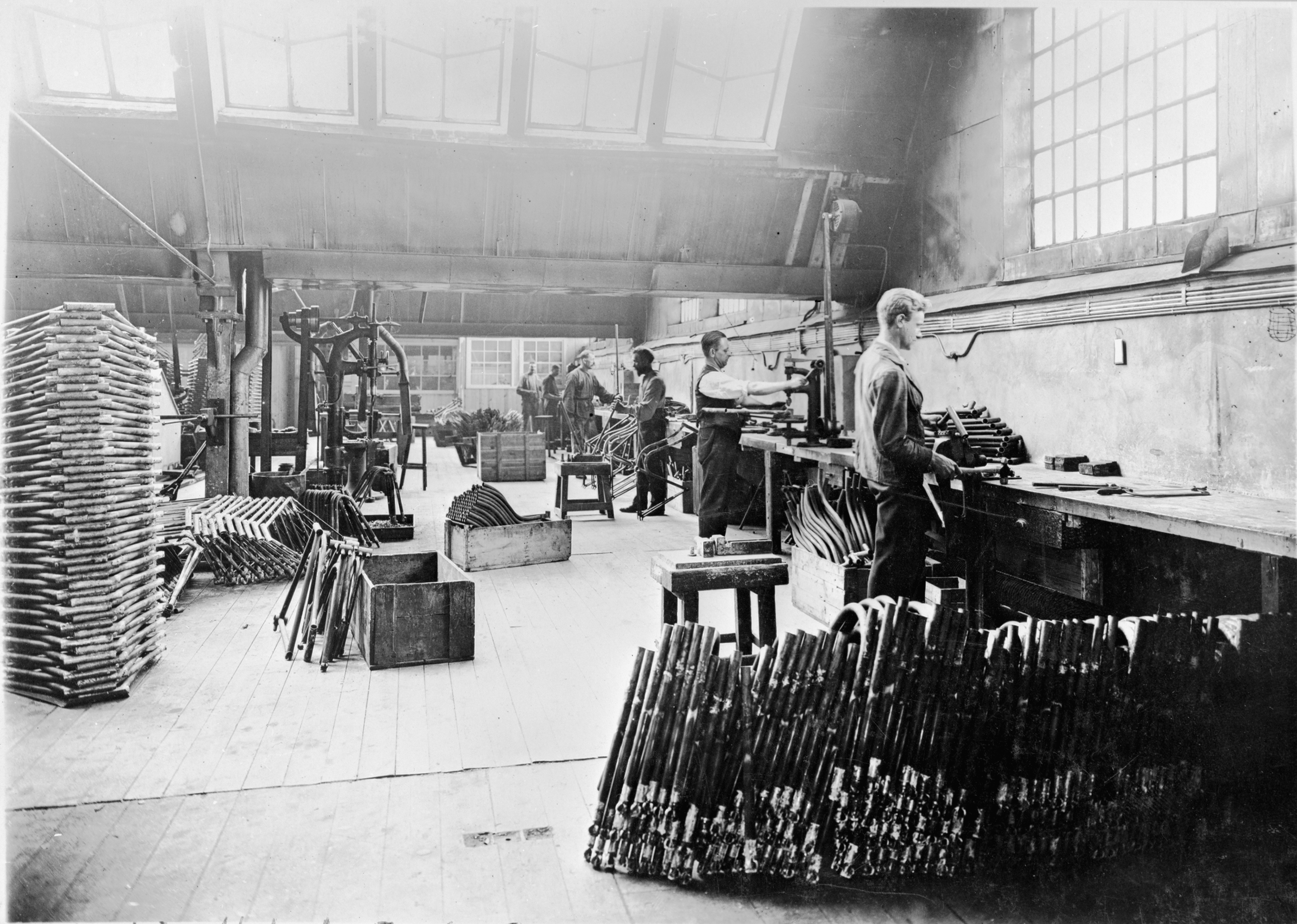
Justering av cykelramar hos Velociped AB Lindblad
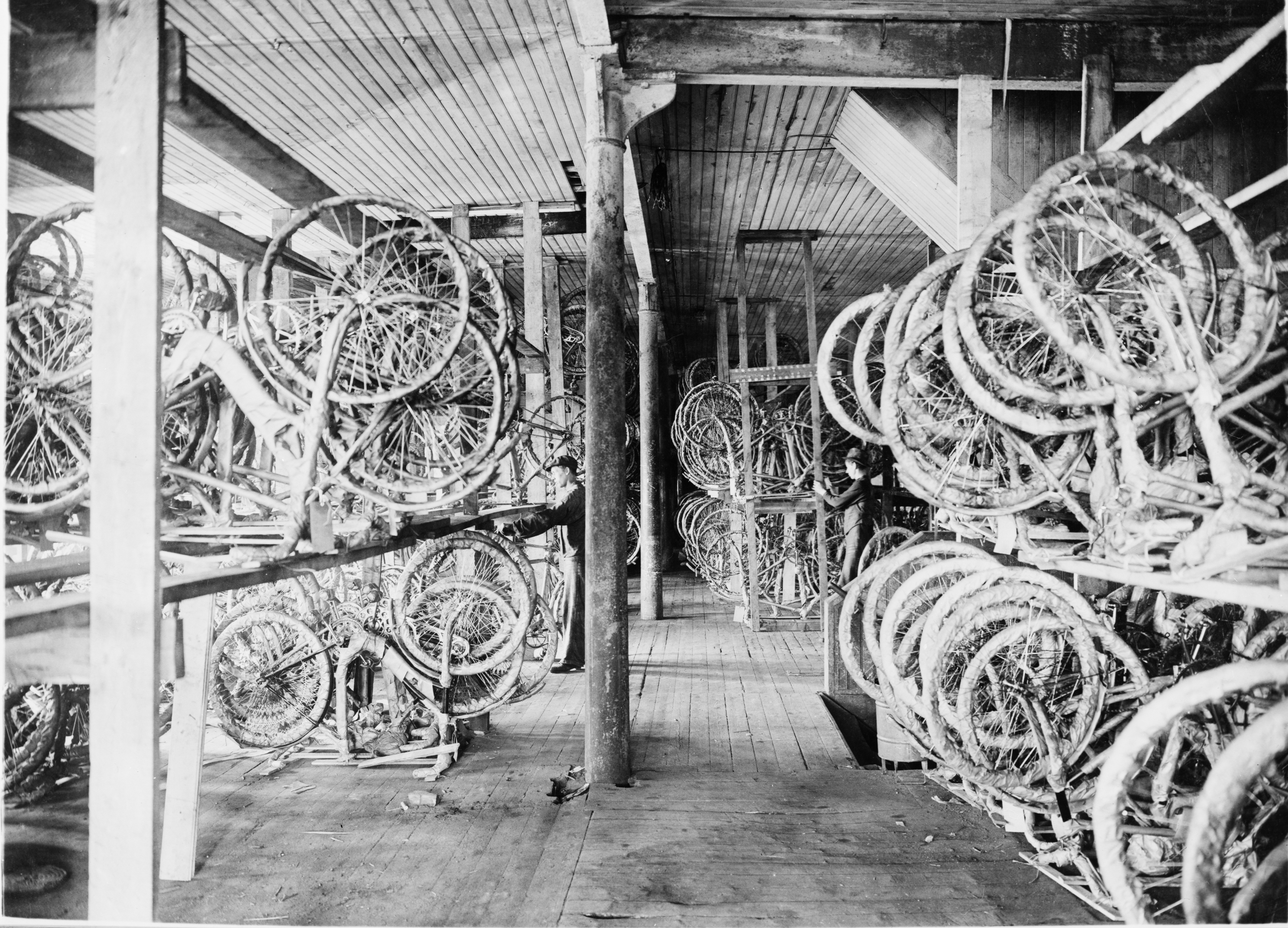
Cykellager vid Velociped AB Lindblad